# Niebylec, Podkarpackie Voivodeship
Niebylec [ɲɛˈbɨlɛt͡s] là một ngôi làng ở Strzyżów, Subcarpathian Voivodeship, ở phía đông nam Ba Lan. Đó là khu vực hành chính của Gmina Niebylec. Niebylec nằm ở phía đông của Lesser Poland lịch sử, nằm cách khoảng 10 kilômét (6 mi) về phía đông nam của Strzyżów và 22 km (14 mi) về phía nam thủ đô khu vực Rzeszów. Ngôi làng có dân số là 594 người, và nằm dọc theo Quốc lộ 9, cũng là một phần của Ba Lan trên tuyến châu Âu E371. Niebylec, mặc dù bây giờ là một ngôi làng, từng là một thị trấn từ năm 1509 đến năm 1919.
Vào thế kỷ 15 và 16, ngôi làng, được biết đến vào thời điểm đó là Jawornik, thuộc về gia đình Machowski quý tộc (huy hiệu Abdank). Jawornik đã nhận được quyền Magdeburg vào năm 1509, do những nỗ lực của Mikolaj Machowski của Machow. Thị trấn là một phần của Sandomierz Voivodeship của Ba Lan, vẫn là một địa điểm nhỏ ở vùng ngoại ô phía đông của tỉnh, gần biên giới với Red Ruthenia. Năm 1646, một nhà thờ Công giáo La Mã mới được xây dựng tại đây bởi chủ sở hữu mới của Niebylec, Janusz Romer. Vào cuối thế kỷ 17 và 18, thị trấn thuộc về một số gia đình. Niebylec là một trong những trung tâm của Liên đoàn luật sư, và vào năm 1772 (xem Phân vùng của Ba Lan), nó đã bị Đế chế Habsburg sáp nhập, là một phần của Galicia. Vào thế kỷ 19, số người Do Thái tăng cao ở Niebylec và đến đầu thế kỷ 20, họ đã chiếm phần lớn dân số khu vực. Niebylec mất tư cách hành chính trước đó của nó vào năm 1919, vì nó quá nhỏ để vẫn là một thị trấn.
Trong Thế chiến II, cư dân Do Thái bị hành quyết trong cuộc thảm sát Holocaust. Khu vực của ngôi làng là một thành trì của Quân đội Armia Krajowa Ba Lan (AK), là một phần của Thanh tra phía Nam của Rzeszow-.
Niebylec có một nhà thờ giáo xứ, được xây dựng vào năm 1936-43 tại vị trí của nhà thờ 1646. Trong làng cũng có một giáo đường (nửa sau của thế kỷ 19), hiện là một thư viện. Hơn nữa, ngôi làng có một trang viên từ thế kỷ 15, được xây dựng lại vào thế kỷ 18 và 19, và một nhà nguyện bên đường từ cuối thế kỷ 18.